# Notoglanidium walkeri
Notoglanidium walkeri és una espècie de peix de la família dels auquenoglanídids i de l'ordre dels siluriformes.

## Morfologia
- Els mascles poden assolir 12 cm de longitud total.[4][5]

## Hàbitat
És un peix d'aigua dolça i de clima tropical.

## Distribució geogràfica
Es troba a Àfrica: rius Ibi (Ghana) i Agnébi (Costa d'Ivori).